# Louis Zachariasen
Louis Christian Oliver «Luis» Zachariasen (født 21. januar 1890 i Kirkja, død 30. august 1960) var en færøsk direktør, lærer, forfatter og politiker (Sjálvstýrisflokkurin).
Hans forældre var Malena Frederikka Simonsen fra Hattarvík og Símun Mikal Zachariasen fra Kirkja. Hans bror, Símun Petur Zachariasen, var også politiker. Politikeren Kristina Háfoss er hans barnebarn. Louis Zachariasen giftede seg med Kristina Frederikka Hentze fra Sandur, og bosatte seg i Tórshavn. Han var uddannet lærer fra Føroya Læraraskúli fra 1911, gik på højskole i Danmark i 1915, havde examen artium fra 1918, og var uddannet elektronikingeniør (cand.polyt.) fra Polyteknisk Læreanstalt i København fra 1924. Han blev ansat i Telefonverk Føroya Løgtings fra 1925, hvor han var direktør 1936–1952. Han var også formand i Collegium Academicum Faeroense 1933–1942.
Han var ansat som lærer i Kirkjubøur 1913–1915, men måtte opgive embedet, da han havde et stærkt ønske om at færøsk skulle være undervisningssprog i skolen og aktivt deltog i sprogstriden, dengang var dansk det eneste tilladte undervisningssprog i folkeskolen på Færøerne. Han var medlem af Ungdomsforeningen Varðin i Tórshavn og bidrog aktivt med litterære tekster på færøsk til foreningens medlemsblad Varðin, som var håndskrevet fra 1912-15, hvorefter Smáskriftir Varðans blev printet fra 1915-19 i tidsskrift på 32 sider. Tilsammen udkom 18 af disse tidsskrifter på sammenlagt 400 sider. Fra 1921 udkom litteraturtidsskriftet Varðin, som er udgivet flere gange om året lige siden. Han skrev salmer og fosterlandssange og andre sange, noveller og en roman. Derudover skrev ham faglitterære bøger, fra 1959-61 udkom Føroyar sum rættarsamfelag 1535-1655 (Færøerne som retssamfund 1535-1655). 
Zachariasen var valgt ind til Lagtinget fra Suðurstreymoy 1940–1943 og 1946–1950, og var formand for Lagtingets delegation til Danmark og London som forhandlede frem til en ny ordning af de færøske forfatningsmæssige forhold. Efter Hjemmestyreloven af 1948 var han vicelagmand i Færøernes første regering, Andrass Samuelsens regering, fra 1948 til 1950. Zachariasen var desuden redaktør i Sjálvstýrisflokkurins partiavis Tingakrossur 1943–1948, og var også partiformand en periode omkring folkeafstemningen 1946. Han blev Ridder af Dannebrog i 1949.